# Chloë: Walking in the Air
Chloë: Walking in the Air is het tweede soloalbum van de Ierse zangeres Chloë Agnew uit 2004.
Chloë Agnew is eveneens lid van en internationaal doorgebroken met de groep Celtic Woman. Het album Chloë: Walking in the Air werd in 2004 uitgebracht onder het Manhattan Records label in een productie van David Downes. In Europa werd hetzelfde jaar een begeleidende DVD verspreid, in Noord-Amerika verscheen deze DVD pas in 2007 op de markt.
Op het album wordt ze begeleid met keyboards door haar producer David Downes, met Des Moore aan de gitaar, David Agnew op hobo en Alan Smale met viool en zang. Het achtergrondkoor is het Aontas Choral Ensemble.
Nummers
1. Walking in the Air
2. Prayer
3. Nella Fantasia
4. Someday
5. Vivaldi's Rain
6. Going Home
7. Panis Angelicus
8. Vincent
9. Herz und Mund und tat und Leben: Jesu Joy of Man's Desiring
10. To Where You Are
11. One World
12. Sigma
13. Winter's Light
14. Brahm's Lullaby
15. Gabriel's Oboe